# I Koncert na róg (KV 412)
I Koncert na róg D-dur KV 412 – Koncert na  róg i orkiestrę skomponowany przez Wolfganga Amadeusa Mozarta, ukończony w 1791. Zadedykowany Josephowi Leutgebowi (przyjacielowi Mozarta, handlarzowi serami i grającemu na rogu).

## CzęściKoncertu
1. Allegro
2. Rondo: Allegro